# Skywalking
A Skywalking a Chandeen nevű német együttes ötödik kislemeze, mely 1999-ben jelent meg a Synthetic Symphony kiadásában.

## Az album dalai
1. Skywalking (radio space mix) – 3:34
2. Skywalking (video solaris mix) – 3:34
3. Skywalking (instrumental) – 3:34
4. Time Walk – 6:12